# ششمین دوره جشنواره بین‌المللی فیلم فجر
ششمین دورهٔ جشنواره فیلم فجر در بهمن ۱۳۶۶ در تهران برگزار شد.

## هیئت داوران[۱]
- سید محمد بهشتی
- محمد خزاعی
- کریم زرگر
- محمدباقر کریمیان
- محمدعلی نجفی

## برگزیدگان

### فیلم‌های بلند[۲]
| سیمرغ بلورین بهترین فیلم | سیمرغ بلورین بهترین کارگردانی |
| --- | --- |
| - برنده نداشت | - کیانوش عیاری – آن سوی آتش - پوران درخشنده – پرنده کوچک خوشبختی - سیامک شایقی – جهیزیه‌ای برای رباب - منوچهر عسگری‌نسب – خانه در انتظار - داریوش عیاری – شیرک                                                                            |
| سیمرغ بلورین بهترین بازیگر مرد نقش اول | سیمرغ بلورین بهترین بازیگر زن نقش اول |
| - فرامرز قریبیان – ترن - خسرو شجاع‌زاده – آن سوی آتش - مهدی فتحی – تحفه‌ها - مهدی هاشمی – خارج از محدوده                                                                    | - پروانه معصومی – شکوه زندگی، جهیزیه‌ای برای رباب - هما روستا – پرنده کوچک خوشبختی - مهوش افشارپناه – خانه در انتظار |
| سیمرغ بلورین بهترین بازیگر مرد نقش دوم | سیمرغ بلورین بهترین بازیگر زن نقش دوم |
| - سعید پورصمیمی – تحفه‌ها - محمدقاسم ذوالقدر – شکوه زندگی - جهانگیر الماسی – ویزا - حمید جبلی – شیرک                                                                       | - آنیک شفرازیان – سرزمین آرزوها - عاطفه رضوی – آن سوی آتش - فاطمه معتمدآریا – جهیزیه‌ای برای رباب - سوگند رحمانی – ویزا |
| سیمرغ بلورین بهترین فیلمنامه | سیمرغ بلورین بهترین موسیقی متن |
| بدون برنده - پرنده کوچک خوشبختی – سیروس تسلیمی (تقدیر) - ترن – امیر قویدل (تقدیر) - وکیل اول – محمدهادی سیف و جمشید حیدری (تقدیر) - سرزمین آرزوها – مجید قاری‌زاده (تقدیر) | - پرستار شب – فرهاد فخرالدینی - ترن – مجید انتظامی - جهیزیه‌ای برای رباب – محمدرضا علیقلی - شاید وقتی دیگر – بابک بیات - وکیل اول – فریدون شهبازیان                                                                                      |
| سیمرغ بلورین بهترین جلوه‌های ویژه | سیمرغ بلورین بهترین صدابرداری سر صحنه |
| - کانی مانگا – محمدرضا شرف‌الدین | - آن سوی آتش – پرویز آبنار و مسعود بهنام - پرنده کوچک خوشبختی – پرویز آبنار و محمود سماک‌باشی - خانه در انتظار – بهمن حیدری و فریدون برهانی - شاید وقتی دیگر – جهانگیر میرشکاری، بهروز معاونیان و اصغر شاهوردی - گاویار – محمود سماک‌باشی |
| سیمرغ بلورین بهترین طراحی صحنه و لباس | سیمرغ بلورین بهترین فیلم‌برداری |
| - پرستار شب – محسن شاه‌ابراهیمی، سعید جلالی - ایستگاه – حسن هدایت - شاید وقتی دیگر – ایرج رامین‌فر                                                                          | - شاید وقتی دیگر – اصغر رفیعی جم - ایستگاه – تورج منصوری - پرستار شب – محمدرضا شریفی - خارج از محدوده – علیرضا زرین دست - ویزا – محمود کلاری                                                                                            |
| سیمرغ بلورین بهترین تدوین | سیمرغ بلورین بهترین بازیگر خردسال |
| - کانی مانگا – روح‌الله امامی - ایستگاه – حسین زندباف - پرستار شب – تورج منصوری - پرنده کوچک خوشبختی – روح‌الله امامی - شاید وقتی دیگر – بهرام بیضایی                       | - عطیه معصومی – پرنده کوچک خوشبختی - مهدی اسدی – شیرک (جایزهٔ ویژهٔ هیئت داوران) |
| جایزهٔ ویژه هیئت داوران | سیمرغ بلورین و دیپلم افتخار بهترین آنونس |
| - پرنده کوچک خوشبختی – پوران درخشنده - کانی مانگا – سیف‌الله داد | - جاده‌های سرد – ابراهیم حقیقی - بازجویی یک جنایت – صمد تواضعی - آن سوی مه – صمد تواضعی - مادیان – محمدحسین محتشمی |
| سیمرغ بلورین و دیپلم افتخار بهترین پوستر فیلم | |
| - دستفروش – حسین خسروجردی - شیر سنگی – مرتضی ممیز - بی‌بی چلچله – پرویز محلاتی                                                                                             | |